# مایکل جفرسون ناسیمنتو
مایکل جفرسون ناسیمنتو (به پرتغالی: Michael Jefferson Nascimento) فوتبالیست پست هافبک اهل برزیل است که در شهر ایالت سائوپائولو و در تاریخ ۲۱ ژانویهٔ ۱۹۸۲ به دنیا آمده‌است.
مایکل جفرسون ناسیمنتو در تیم فوتبال سائوکتانو سابقهٔ حضور دارد.